# Jürgen Graf (Schachspieler)
Jürgen Graf (* 30. März 1963) ist ein deutscher Schachspieler.
In den Jahren 1980 und 1981 war Jürgen Graf badischer Jugendmeister. Im Jahre 1981 wurde er in Bad Lauterberg im Harz deutscher Jugendmeister U20, ein Jahr vorher hatte er in Saarbrücken hinter Georg Siegel noch den zweiten Platz belegt. Zweimal nahm er am ersten Reservebrett mit der deutschen Nationalmannschaft am Mitropa-Cup teil, 1981 in Luxemburg und 1987, mit Mannschaftsgold, im Schweizer Mürren.
In den 1970er-Jahren spielte er für den SC Pforzheim, in den 1980er-Jahren für den SC Miesenbach. In der deutschen Schachbundesliga spielte er in den Spielzeiten 1987/88 und 1988/89 für die SG Bochum 31 und in den Spielzeiten 1989/90, 1990/91 und 1992/93 für die SG Heidelberg-Kirchheim.
Er trägt seit 1987 den Titel Internationaler Meister. Seine Elo-Zahl beträgt 2440 (Stand: Mai 2021), er wird jedoch als inaktiv gelistet, da er seit der ersten Jahreshälfte 1993 keine gewertete Partie mehr gespielt hat. Seine höchste Elo-Zahl hatte er mit 2445 von Juli 1992 bis Juni 1993.